# Chlorissa vermiculata
Chlorissa vermiculata là một loài bướm đêm trong họ Geometridae.